# Bishoy de Nitrie
Bishoy de Nitrie ( copte : Abba Pišoi ; Grec : Ὅσιος Παΐσιος ὁ Μέγας; 320 – 417 apr. J.-C. ), aussi connu dans l'Église copte orthodoxe d'Alexandrie comme l'étoile du désert et le bien-aimé de notre Bon Sauveur, était un père copte du désert. On dit qu'il a vu Jésus et qu'il a été physiquement préservé jusqu'à nos jours grâce à son incorruptibilité au monastère de Saint Bishoy dans le désert de Nitrie, en Égypte. Il est vénéré par les Églises orthodoxes orientales et les Églises orthodoxes, et est connu dans ces dernières sous son nom grec, Paisios.

## Vie
Bishoy est né en 320 apr. J.-C., dans le village de Shansa (Shensha ou Shesna), actuellement dans le gouvernorat égyptien d'Al Minufiyah. Plus jeune de six autres frères, il était faible et fragile.
Dans une vision, sa mère a vu un ange qui lui commandait de donner à Dieu l'un de ses enfants en désignant Bishoy du doigt. Lorsque la mère lui proposa l'un de ses enfants plus forts, l'ange insista sur le fait que Bishoy était celui qui avait été choisi.
À l'âge de vingt ans, Bishoy se rendit dans le désert de Scetes et devint moine par la main de Pambo, qui ordonna également moine Jean le Nain. À la mort de Pambo, Bishoy fut guidé par un ange jusqu'au site de l'actuel monastère Saint-Bishoy, où il vécut une vie d'ermite.
À cette époque, il devient le père spirituel de nombreux moines qui se rassemblent autour de lui. Il était célèbre pour son amour, sa sagesse, sa simplicité et sa gentillesse, ainsi que pour sa vie extrêmement ascétique.
Il était également connu pour aimer l’isolement et la tranquillité. L'ascèse de Bishoy était stricte au point d'attacher ses cheveux et ses mains avec une corde au plafond de sa cellule, afin de ne pas dormir pendant ses prières nocturnes. Cette ascèse le rendit si célèbre qu'il reçut la visite d'Éphrem le Syrien.
Bishoy et Jésus
Les coptes croient que Bishoy a vu Jésus à plusieurs reprises. Lorsque les frères de Bishoy apprirent que Jésus arrivait, ils se rassemblèrent au sommet d'une montagne pour le voir. En chemin, ils rencontrèrent un vieil homme qui demanda à ces moines de l'aider dans son chemin mais ils l'ignorèrent. Bishoy aperçut l'homme et le porta sur ses épaules, pour découvrir que le vieux moine n'était autre que le Christ lui-même. Ce dernier lui dit que, malgré l'étendue de son amour, son corps ne connaîtra pas la corruption. Les coptes croient également que Bishoy a lavé les pieds de Jésus qui lui a rendu visite en tant que pauvre étranger.
Bishoy est connu comme défenseur de la foi orthodoxe contre les hérésies. Ayant entendu parler d'un ascète de la montagne d'Ansena qui enseignait qu'il n'y avait pas de Saint-Esprit, Bishoy se rendit à sa rencontre en portant un panier tressé à trois anses. Lorsque le vieil homme lui a demandé pourquoi il avait fait trois anses pour un panier, Bishoy a répondu : « J'ai une Trinité, et tout ce que je fais est comme la Trinité ». Après de nombreux débats sur les Écritures, l'Ancien et le Nouveau Testament, le vieil ascète est revenu à l'Orthodoxie.

## Départ et reliques
En 407/408 apr. J.-C., alors que les Mazices envahissaient le désert de Scetes, Bishoy partit et s'installa dans la montagne d'Ansena. À cette époque, il rencontra Paul de Tammah à Antinoupolis et les deux devinrent des amis très proches.
Sur la montagne d'Ansena, Bishoy a construit un autre monastère, le monastère de Saint Bishoy à Deir el-Bersha, qui se trouve encore aujourd'hui près de Mallawi. Bishoy est décédé le 8 Epiphi (15 juillet) 417.
Le 13 décembre 841 (4 Koiak ), le pape Joseph Ier d'Alexandrie exauça le désir de Saint Bishoy et déplaça son corps (ainsi que celui de Paul de Tammah) au monastère de Saint Bishoy dans le désert de Scetes.
Il est raconté qu'ils ont d'abord tenté de déplacer uniquement le corps de Saint Bishoy, mais lorsqu'ils l'ont transporté jusqu'au bateau sur le Nil, le bateau n'a pas bougé jusqu'à ce qu'ils aient également amené le corps de Paul de Tammah.
Aujourd'hui, les deux corps reposent dans l'église principale du monastère copte orthodoxe de Saint Bishoy, dans le désert de ouadi el natron. Des témoins oculaires racontent que le corps de Bishoy reste intact à ce jour.

## Homonymes monastiques
Il existe actuellement trois monastères en Égypte qui portent le nom de Saint Bishoy :
- Le monastère de Saint Bishoy dans le désert de Nitrie
- Le monastère Saint Bishoy à Deir el-Bersha, près de Mallawi
- Le monastère Saint Bishoy à Armant, à l'est d'Armant

Le monastère Rouge près de Souhag porte également le nom d'un saint égyptien appelé Bishay. Ce saint ne doit pas être confondu avec Saint Bishoy.